# Kadish Luz

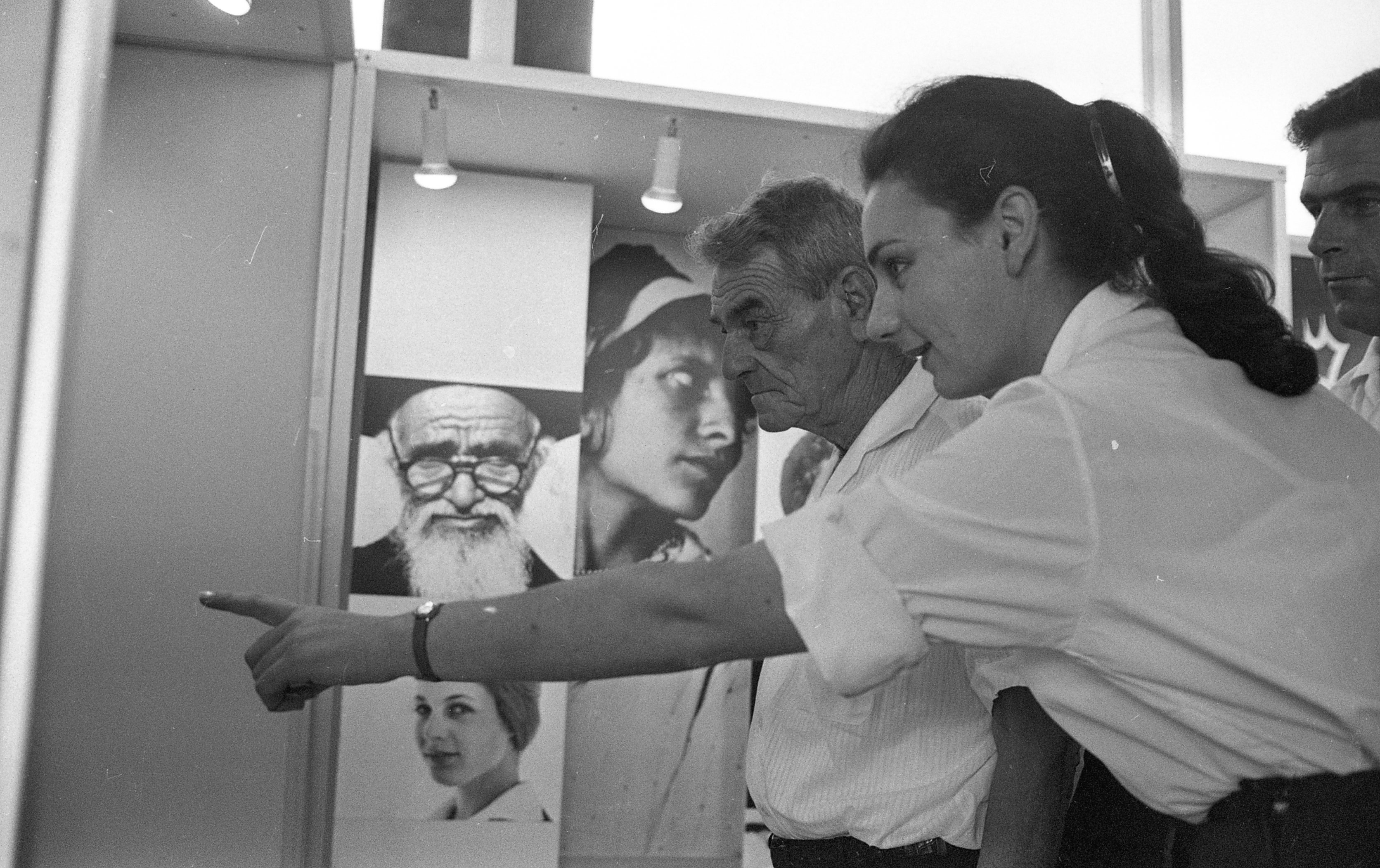
Kadish Luz visitando la exposición Shalom Al Israel en 1969

Kadish Luz (en hebreo: קַדִּישׁ לוּז‎), (nacido Kadish Luzinski; 10 de enero de 1895 – 4 de diciembre de 1972) fue un político israelí que se desempeñó como Ministro de Agricultura entre 1955 y 1959 y Presidente de la Knesset entre 1959 y 1969.

## Biografía
Luz hijo de Zvi Luzinski y Esther Seldovitch, nació en 1895 en Bobruysk, Imperio Ruso (actualmente Bielorrusia ). Sirvió en el ejército ruso durante la Primera Guerra Mundial y fue uno de los fundadores de la Asociación de Soldados Hebreos y del movimiento HeHalutz. Estudió en un politécnico en Alemania, en el Instituto de Economía de San Petersburgo y en el Instituto de Agricultura de la Universidad de Odessa.
Hizo aliyá a Eretz Israel en 1920 e inicialmente trabajó como trabajador agrícola en Kiryat Anavim y Be'er Tuvia. Al año siguiente se unió al kibutz Degania Bet y finalmente fue miembro de la secretaría del sindicato del kibutz entre 1949 y 1951. También estuvo entre los líderes de la Histadrut, sirviendo en su comité de contralor entre 1935 y 1940. Entre 1941 y 1942 estuvo en la secretaría del consejo de trabajadores de Tel Aviv.
Fue elegido miembro de la Knesset en 1951 en la lista del Mapai y fue nombrado Ministro de Agricultura por David Ben-Gurion en 1955. Después de dejar el gabinete en 1959, se convirtió en Portavoz de la Knesset, sirviendo durante 10 años, el segundo mandato más largo después de Yosef Sprinzak.
Tras la repentina muerte de Yitzhak Ben-Zvi el 23 de abril de 1963, se desempeñó como presidente interino del estado hasta la elección de Zalman Shazar el 21 de mayo de 1963.
Murió en 1972 en Degania Bet.